# Selandiano
| Periodo                                                                                     | Epoca               | Piano          | Età (Ma)    |
| ------------------------------------------------------------------------------------------- | ------------------- | -------------- | ----------- |
| Neogene                                                                                     | Miocene             | Aquitaniano    | Più recente |
| Paleogene                                                                                   | Oligocene           | Chattiano      | 27,30       |
| Paleogene                                                                                   | Oligocene           | Rupeliano      | 33,9        |
| Paleogene                                                                                   | Eocene              | Priaboniano    | 37,71       |
| Paleogene                                                                                   | Eocene              | Bartoniano     | 41,03       |
| Paleogene                                                                                   | Eocene              | Luteziano      | 48,07       |
| Paleogene                                                                                   | Eocene              | Ypresiano      | 56,00       |
| Paleogene                                                                                   | Paleocene           | Thanetiano     | 59,24       |
| Paleogene                                                                                   | Paleocene           | Selandiano     | 61,66       |
| Paleogene                                                                                   | Paleocene           | Daniano        | 66,00       |
| Cretacico                                                                                   | Cretacico superiore | Maastrichtiano | Più antico  |
| Suddivisione del Paleogene secondo la Commissione internazionale di stratigrafia dell'IUGS. |                     |                |             |

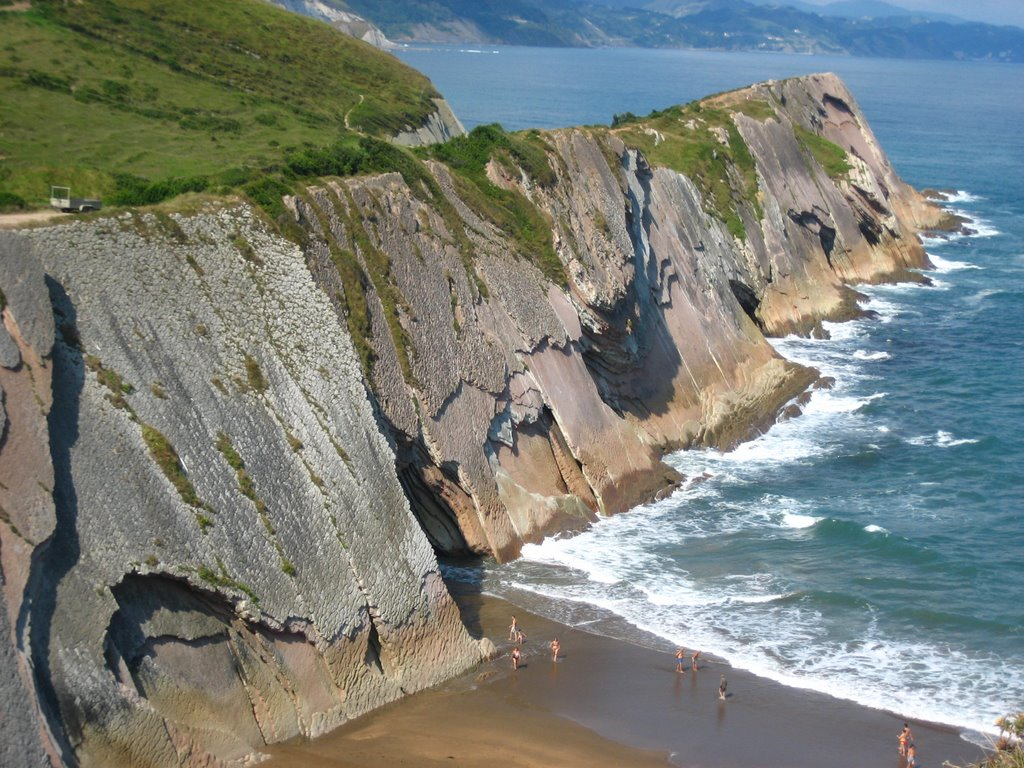
Lo stratotipo di riferimento nella spiaggia di Zumaia, in Spagna.

Nella scala dei tempi geologici, il Selandiano (o Paleocene intermedio) è il secondo dei tre piani in cui è suddiviso il Paleocene. È preceduto dal Daniano e seguito dal Thanetiano.
Copre un periodo compreso tra 61,66 milioni di anni fa (Ma) e 59,24 milioni di anni fa.

## Definizioni stratigrafiche e GSSP
Il piano Selandiano fu introdotto nella letteratura scientifica da Alfred Rosenkrantz nel 1924.

Il suo nome deriva da quello dell'isola danese di Sjaelland.
La base dal Selandiano è prossima al confine tra le biozone NP4 e NP5 nella biostratigrafia marina.
È posizionata subito dopo la prima comparsa di molte nuove specie di nanoplancton calcareo del genere Fasciculithus (F. ulii, F. billii, F. janii, F. involutus, F. tympaniformis e F. pileatus) e in prossimità della prima comparsa del nanoplancton calcareo della specie Neochiastozygus perfectus.
Il limite superiore del Selandiano, nonché base del successivo Thanetiano, si trova alla base della cronozona magnetica 
C26n.

### GSSP
Il GSSP, il profilo stratigrafico di riferimento della Commissione Internazionale di Stratigrafia, è stato identificato nelle rocce della spiaggia di Itzurun, presso  Zumaia, un villaggio dei Paesi Baschi nel nord della Spagna.
Le sue coordinate sono: latitudine 43° 18'N e longiitudine 2° 16'W.

## Caratteristiche
In questo piano si ha la presunta presenza dei Plesiadapiformi (intorno ai 60 milioni di anni fa), ordine parallelo ai primati estinto nel tardo Eocene, appartenente al superordine Euarchonta comune ai primati stessi. È sicuramente l'ordine meno distante filogeneticamente dai primati, invece è dubbia la discendenza dei primati stessi da questo ordine di primatoidi estinti.
Si ha inoltre la comparsa dei primi primati conosciuti, ovvero delle protoscimmie del genere Teilhardina, protoprimati classificati nel sottordine Haplorrhini, famiglia Omomyidae, probabili antenate delle Simiiformes (comprendenti tutte le scimmie, platirrine e catarrine, uomo compreso), ma anche dei Tarsi. Nello stesso periodo compaiono le Adapidae, presunte antenate delle proscimmie. È proprio in questo periodo che si differenziano le proscimmie stesse (sottordine Strepsirrhini dell'ordine dei primati, comprendente lemuri, Aye aye e galagoni) dalle scimmie propriamente dette (sottordine Haplorrhini dell'ordine dei primati, comprendente tarsi e scimmie propriamente dette).